# 永富大地
永富 大地（ながとみ だいち、1979年〈昭和54年〉8月23日 - ）は、福岡市出身、東映アニメーション所属のアニメ及び実写作品のプロデューサー。

## 概要
2002年に東映アニメーションに入社、2009年に東映ツークン研究所に出向。デジタル技術を活かした作品を企画プロデュースしつつ実写映画・テレビのCG・VFX制作にも参加。
現在は東映アニメーションに戻り、映画・テレビのアニメ作品をプロデュース中。

## 逸話・エピソード
- 2018年秋頃、ワールドトリガー公式Twitterアカウント (@W_Trigger_off) - X（旧Twitter）からの「連載再開決定した際に、アニメワートリの永富プロデューサーに盛り上げ協力を打診したところ、大車輪の活躍で新規イラストからイベント開催まであっという間に整えていただきました。永富Ｐはその頼みに100％応えた…この場を借りて深く感謝を！」というツイートに対しアニメ「ワールドトリガー」公式Twitterアカウント (@Anime_W_Trigger) - X（旧Twitter）で、「ワールドトリガー公式からありがたいお言葉（泣）原作編集担当の齊藤さんから漫画再開の話を聞いたときは本当に嬉しかったです。半分になってもやり遂げる覚悟でした（笑）12/7金曜と8土曜のワールドトリガー復活ナイト＠新宿バルト9でこのあたりのお話もぜひ!プレリザーブは10/30火曜からです!永富」と返した。これらは原作にあるレプリカについての空閑遊真と三雲修の会話を引用したもので、このやりとりを見ていたファンからは「さりげなく原作ネタを入れるのが好き」「永富Pが半分になったらしいぞ」「Sさん永富Pそしてキャストと皆様ありがとうございます！！！！！！！！」など多くの反響が寄せられた。
- 「ゲゲゲの鬼太郎」の原作者・水木しげるが2015年11月30日に死去してからは、翌2016年以降東京都調布市が水木の命日を「ゲゲゲ忌」と名付けて功績を称えるイベントなどを毎年開催し[2]、2018年からはアニメ「鬼太郎」第6期のプロデューサーでもある永富もトークショーイベントで毎年MCを務めている。

## 主な作品

### テレビアニメ
- ワールドトリガー（2014年 - 2016年、プロデューサー）
- デジモンユニバース アプリモンスターズ（2016年 - 2017年、プロデューサー）
- ゲゲゲの鬼太郎（第6期）（2018年 - 2020年、プロデューサー）
- 爆釣バーハンター（2018年-2019年、プロデューサー）
- ワールドトリガー2ndシーズン（2021年、プロデューサー）
- ワールドトリガー3rdシーズン（2021年 - 2022年、プロデューサー）

### 劇場アニメ
- 劇場版 金色のガッシュベル!! 101番目の魔物（2004年）
- 劇場版　金色のガッシュベル!! メカバルカンの来襲（2005年）
- 映画 ドキドキ!プリキュア マナ結婚!!?未来につなぐ希望のドレス（2013年、プロデューサー補）
- 映画 プリキュアオールスターズNewStage3 永遠のともだち（2014年、企画）
- 映画鬼太郎誕生 ゲゲゲの謎（2023年秋公開）

### 配信アニメ
- 新悪魔くん（2023年 配信予定、プロデューサー）

### 実写映画
- 009ノ1 THE END OF THE BEGINNING（2013年、プロデューサー）

### 特撮作品
- 非公認戦隊アキバレンジャー（2012年、VFXプロデューサー）
- 非公認戦隊アキバレンジャーシーズン痛（2）（2013年、VFXプロデューサー）

### PV・その他
- ゲゲゲの鬼太郎 妖怪JAPANラリー3D（2008年、企画）
- リベリオンズ[3]（2011年、プロデューサー）

### 小説
- ぬりかべ - 『小説 ゲゲゲの鬼太郎 ～蒼の刻（あおのとき）～』（2019年 講談社キャラクター文庫）に所収
- ねずみ男ハードボイルド　- 『小説 ゲゲゲの鬼太郎 〜朱の音（あかのおと）〜』（2020年 講談社キャラクター文庫）に所収